# Un bec trop crochu
Pour plus de détails, voir Fiche technique et Distribution.
Un bec trop crochu (Tortilla Flaps) est un court métrage américain Looney Tunes de 1958 réalisé par Robert McKimson, mettant en scène Speedy Gonzales.